# Gabriel Miró
Pour les articles homonymes, voir Miró.
Gabriel Francisco Víctor Miró Ferrer, né le 20 juillet 1879 à Alicante et mort le 27 mai 1930 à Madrid, est un écrivain espagnol de la génération de 14.

## Biographie
Né en 1879 à Alicante, il était le deuxième fils d'Encarnación Ferrer et de Juan Miró, ingénieur des travaux publics. Entre 1887 et 1892, il étudia avec son frère Juan en tant qu'élève interne au collège des jésuites de Santo Domingo à Orihuela, où il remporta son premier prix littéraire avec un travail de rédaction scolaire intitulé Une journée à la campagne, Un día de campo. C'est là qu'il tomba malade du rhumatisme au genou gauche, peut-être par hypochondrie, et passa beaucoup de temps à l'infirmerie de l'école. Son état de santé délicat incita ses parents à le transférer à l'Institut d'Alicante, puis sa famille déménagea à Ciudad Real, comme il le reflétera dans son roman Niño y grande. C'est là qu'il acheva ses études secondaires. En octobre 1895, il commença à étudier le droit à l'Université de Valence et à l'Université de Grenade, où il obtint sa licence en 1900. Après avoir échoué à deux concours pour devenir juge, il occupa des postes modestes à la mairie d'Alicante et à sa députation provinciale, tout en vivant dans le quartier isolé de Benalúa. En 1908, il remporta le premier prix de roman organisé par El Cuento Semanal, ce qui lui valut rapidement une grande renommée en tant que narrateur et pour son style. La même année, plusieurs écrivains lui rendirent hommage, parmi lesquels Valle Inclán, Pío Baroja et Felipe Trigo ; son père décéda également cette année-là. Il collabora à de nombreux journaux et magazines espagnols et américains, notamment Heraldo, Los Lunes de El Imparcial, ABC et El Sol de Madrid, ainsi que Caras y Caretas et La Nación de Buenos Aires.
En 1911, il fut nommé chroniqueur de la province d'Alicante, ainsi que chef de presse du maire Federico Soto Mollá. À partir de 1914, il travailla à la Députation de Barcelone, où il déménagea pour y vivre. Là-bas, il dirigea une Enciclopedia sagrada pour l'éditeur catalan Vecchi & Ramos, un projet qui ne fut pas achevé, mais qui l'a pleinement satisfait. Entre 1914 et 1920, il collabora avec la presse barcelonaise : le Diario de Barcelona, La Vanguardia et La Publicidad. Il rencontra également à Barcelone l'éditeur de nombre de ses romans, Domenech. En 1920, il déménagea à Madrid après avoir été nommé fonctionnaire au Ministère de l'Instruction publique, où il passa les dix dernières années de sa vie. En 1921, il était secrétaire des concours nationaux de ce même ministère. En 1925, il remporta le prix Mariano de Cavia pour son article intitulé Huerto de cruces et en 1927, il fut proposé pour entrer à la Real Academia Española, mais ne fut pas élu, peut-être en raison du scandale suscité par son roman El obispo leproso, considéré comme anticlérical.
Son style, très élaboré, est parsemé de mots pittoresques, d'archaïsmes et de synesthésies. Parmi ses amitiés, on peut citer Óscar Esplá, Emilio Varela et Azorín, également originaires d'Alicante, ainsi que le compositeur catalan Enrique Granados,.
Appartenant au courant moderniste appelé Génération de 14, avec entre autres José Ortega y Gasset, Ramón Pérez de Ayala, Manuel Azaña, Gabriel Miró suivit des études de droit à l'université de Grenade et de Valence, avant de se lancer dans l'écriture.
Il produisit une vingtaine de romans intimistes, des poèmes et nombre de contributions à différents périodiques. Il usa parfois du pseudonyme Sigüenza.
Son premier roman, Las cerezas del cementerio (Les cerises du cimetière, 1910), démontre une véritable maturité stylistique.
En France, il commence à être traduit dans les années 1920, puis son travail est redécouvert à partir des années 1990.

## Œuvre
La majeure partie de la critique considère que la période de maturité littéraire de Gabriel Miró commence avec Las cerezas del cementerio (1910),, dont l'intrigue développe la tragique histoire d'amour du jeune et hypersensible Félix Valdivia pour une femme plus âgée (Beatriz). Dans une atmosphère de volupté et d'intimité lyrique, le roman aborde les thèmes de l'érotisme, de la maladie et de la mort.
En 1915, il publie El abuelo del rey, un roman qui relate l'histoire de trois générations dans un petit village levantin, mettant en scène avec ironie le conflit entre tradition et progrès ainsi que la pression de l'environnement. Mais avant tout, il s'agit d'une méditation sur le temps.
Un an plus tard, paraît Figuras de la Pasión del Señor (1916-17), composé d'une série de gravures sur les derniers jours de la vie du Christ. En 1917, il publie également le Libro de Sigüenza, où Miró entame ses œuvres autobiographiques, se concentrant sur le personnage de Sigüenza, non seulement comme un hétéronyme ou un alter ego de l'auteur, mais aussi comme son propre moi lyriquement fixé, qui donne une unité aux scènes successives qui composent le livre. Des caractéristiques similaires se retrouvent dans  El humo dormido (1919), qui aborde le thème du temps, et Años y leguas (1928), où le personnage de Sigüenza reprend son rôle de protagoniste et de fil conducteur.
En 1921, un recueil de gravures intitulé El ángel, el molino, el caracol del faro, est publié, ainsi que le roman  Nuestro padre San Daniel, qui forme un ensemble avec El obispo leproso (1926). Les deux romans se déroulent dans la ville levantine d'Oleza, transposition d'Orihuela, dans le dernier tiers du XIXe siècle. La ville, plongée dans une léthargie, est considérée comme un microcosme de mysticisme et de sensualité, où les personnages se débattent entre leurs inclinations naturelles et la répression sociale, l'intolérance et l'obscurantisme religieux auxquels ils sont soumis.
Ricardo Gullón a qualifié les récits de Miró de romans lyriques. Ce sont donc des œuvres plus attentives à l'expression des sentiments et des sensations qu'à la narration d'événements, où prédominent :
- La technique du fragmentarisme,
- L'utilisation de l'ellipse,
- La structuration du récit en scènes dispersées, reliées par la réflexion et la remémoration.

La temporalité constitue le thème essentiel de l'œuvre de l'auteur alicantin, qui intègre le passé à un présent continu, par le biais des sensations, de l'évocation et du souvenir, à l'instar d'Azorín. Le sensoriel est également, dans la littérature de Miró, une forme de création et de connaissance, d'où :
- La richesse plastique de son œuvre,
- L'utilisation de synesthésies et d'images sensorielles,
- L'usage d'adjectifs surprenants,
- Le lexique très riche.

Ces caractéristiques et thèmes ont été traditionnellement utilisés pour soutenir que Miró était un styliste, un poète en prose. Cependant, ce point de vue et l'utilisation de ces étiquettes ne sont pas tout à fait exacts car ils négligent la tradition narrative dont l'auteur s'inspire. En effet, les textes de Miró présentent un degré élevé de traitement lyrique-stylistique, ce qui explique pourquoi il a eu une grande influence sur les poètes de la Génération de 27 (Laín Corona 2010). Cependant, ces stratégies ne sont pas incompatibles avec l'utilisation de techniques narratives, comme le soulignent de plus en plus les critiques (dont Ian Macdonald, Márquez Villanueva ou Lozano Marco, tout au long des études citées dans la bibliographie). De plus, Miró s'inscrit dans le modernisme d'auteurs européens tels que Virginia Woolf, James Joyce et Marcel Proust. Selon les paramètres de cette tendance littéraire, les aspects lyriques et stylistiques ne sont pas simplement décoratifs ou poétiques en soi, mais ils s'incorporent au roman avec des fonctions narratives. C'est ainsi que Miró a également influencé les romanciers de la Génération de 27, tels que Benjamín Jarnés, Juan Chabás et Carmen Conde (Laín Corona 2013), et plus tard Francisco Umbral, parmi d'autres auteurs d'après-guerre (Laín Corona 2014).

## Ouvrages
Les œuvres complètes de Gabriel Miró ont été publiées deux fois ; à Madrid en 1931 par les « Amigos de Gabriel Miró » et à Madrid en 1942 en un seul volume par Biblioteca Nueva. Récemment, une édition complète en trois volumes, comprenant des études introductives et une bibliographie de Miguel Ángel Lozano Marco, a été publiée à Madrid par Biblioteca Castro, Fundación José Antonio de Castro, entre 2006 et 2008. Elle rassemble les deux premiers romans ainsi que divers textes absents de l'édition de Biblioteca Nueva.
- La mujer de Ojeda, 1901.
- Hilván de escenas, 1903.
- Del vivir, 1904.
- La novela de mi amigo, Alicante, 1908.
- Nómada, 1908.
- La palma rota, 1909
- El hijo santo, 1909, novela corta
- Amores de Antón Hernando, 1909, novela corta
- Las cerezas del cementerio, 1910
- La señora, los suyos y los otros, 1912, novela corta
- Del huerto provinciano, Barcelona, 1912, cuentos
- El abuelo del rey, Barcelona, 1915.
- Dentro del cercado, Barcelona, 1916.
- Figuras de la Pasión del Señor, 1916 y 1917.
- Libro de Sigüenza, 1917.
- El humo dormido, Madrid, 1919.
- El ángel, el molino y el caracol del faro, Madrid, 1921.
- Nuestro padre San Daniel, Madrid, 1921.
- Niño y grande, Madrid, 1922.
- El obispo leproso, Madrid, 1926.
- Años y leguas, Madrid, 1928.

### Éditions posthumes
- Las águilas, Ediciones de Arte y Bibliofilia, 1979
- Cartas a Alonso Quesada, Editora Regional Canaria, 1985
- Huerto de cruces, Barcelona, Edhasa, 1991
- Levante:Murcia, Barcelona, Círculo de Lectores, 1993
- Corpus, El caracol del faro y otros cuentos, Alicante, Aguaclara, 1993
- Epistolario, édition de Ian R. Macdonald y Frederic Barberà, 2009.

## Ouvrages traduits
- Semaine sainte, traduit par Valery Larbaud et Noémi Larthe, Éditions Simon Kra, 1925
- Les cerises du cimetière, traduit par Raymond-Jean Vidal, Éditions Sorlot, 1944
- D'un âge l'autre, traduit par François Géal, Éditions Verdier, 1991
- L'évêque lépreux (El obispo leproso), traduit par Jean-Baptiste Grasset, Éditions stock, 1994
- Le roman de mon ami, traduit par Michèle Plâa, préface de Philippe Blanchon, Éditions de la Nerthe, 2013
- Le livre de Sigüenza, traduit par Michèle Plâa, préface de Philippe Blanchon, Éditions de la Nerthe, 2014
- Nomade, traduction de Michèle Plâa, Éditions de la Nerthe, 2015
- Les pieds et les chaussures d'Enriqueta , Editions KIndle , ebook  traduction Jean Monfort